# Morys
Morys là một chi bướm ngày thuộc họ Bướm nâu.